# Grant Allen

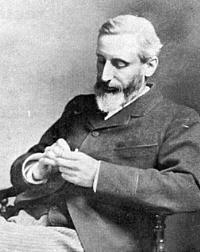
Charles Grant Blairfindie Allen

Charles Grant Allen, född 24 februari 1848 och död 25 oktober 1899, var en brittisk populärvetenskaplig skriftställare och romanförfattare.

## Biografi
Allen tillämpade darwinismens läror på sinnesfysiologins och de estetiska frågornas område i verk som Physiological æsthetics (1877) - vilken ingående kritiserades av Jean-Marie Guyau - och i The colour sense (andra upplagan 1898). Som romanförfattare satte han äktenskapet under debatt med The woman who did (1895; Svensk översättning Hon vågade det samma år) och fortsatte sitt fälttåg för firare äktenskapliga former med The British barbarians (1896).